# اشتوب
اشتوب (به آلمانی: Stoob) یک منطقهٔ مسکونی در اتریش است که در ناحیه اوبرپولندورف واقع شده‌است. اشتوب ۱٬۳۸۸ نفر جمعیت دارد.